# Fredrik Kahl
Fredrik Kahl, född 9 februari 1972, är en svensk professor i matematik vid Lunds tekniska högskola, Lunds universitet. År 2013 rekryterades han till en professorstjänst på Chalmers tekniska högskola. På Chalmers leder han forskargruppen i Datorseende och medicinsk bildanalys.
Han har tillsammans med KTH ett forskningsprojekt angående 3D scenperception.

## Fairlight
Kahl var under pseudonymen "Gollum" medlem av warez- och demogruppen Fairlight, som grundades 1987.

## Akademisk karriär
Kahl bedrev sina grundstudier 1991-95 och doktorandstudier 1997-2001 i Lund. Hans doktorsavhandling "Geometry and Critical Configurations of Multiple Views" belönades med ”The Best Nordic PhD Thesis Award in the Field of Image Analysis and Pattern Recognition in 2001-2002” vid konferensen SCIA 2003. Han var åren 2003-2005 verksam som postdok i Australien och USA. År 2005 fick han det presigefyllda Marr Priset för sitt arbete med global optimering inom multivy geometri. 
Kahl återvände 2006 till en lektorstjänst i Lund och 2010 befordrades han till professor. 